# Cubaris claytonensis
Cubaris claytonensis är en kräftdjursart som beskrevs av Charles Chilton 1917. Cubaris claytonensis ingår i släktet Cubaris och familjen Armadillidae. Inga underarter finns listade i Catalogue of Life.